# ロルフ・ゲルツ
ロルフ・ゲルツ（Rolf Gölz、1962年9月30日 - ）は、ドイツ、 バット・シュセンリート出身の元自転車競技選手。

## 主な戦績
1983年
- トラックレース世界選手権
  -  アマ・団体追抜 優勝

1984年
- ロサンゼルスオリンピック
  -  個人追抜 2位
  -  団体追抜 3位

1985年、プロ転向。
- 西ドイツ選手権 個人ロードレース 優勝
- ブエルタ・ア・アンダルシア 総合優勝
- フィレンツェ〜ピストイア 優勝

1987年
- チューリッヒ選手権 優勝
- ブエルタ・ア・アンダルシア 総合優勝
- ツール・デュ・オー・ヴァル 総合優勝
- ツール・ド・フランス 区間1勝(第15)
- バスク一周 区間1勝

1988年
- フレッシュ・ワロンヌ 優勝
- ブエルタ・ア・アストゥリアス 総合優勝
- ツアー・オブ・アイルランド 総合優勝
- パリ〜ブリュッセル 優勝
- ミラノ〜トリノ 優勝
- ジロ・デル・ピエモンテ 優勝
- ツール・ド・フランス 区間1勝(第8)

1989年
- ミラノ〜トリノ 優勝
- ティレーノ〜アドリアティコ 総合2位 & 区間1勝

1990年
- ドーフィネ・リベレ 区間1勝
- バスク一周 区間1勝
- トロフェオ・バラッキ 優勝

1992年
- ツール・メディテラネアン 総合優勝